# Liste der Mitglieder der Deutschen Akademie der Naturforscher Leopoldina/1703
Die Liste der Mitglieder der Deutschen Akademie der Naturforscher Leopoldina für 1703 enthält alle Personen, die im Jahr 1703 zum Mitglied ernannt wurden. Insgesamt gab es ein neu gewähltes Mitglied.

## Mitglieder
| Nr. | Name            | Beiname | Geboren       | Aufnahme | Gestorben    | Bild | Datenbank |
| --- | --------------- | ------- | ------------- | -------- | ------------ | ---- | --------- |
| 254 | Anton Pacchioni | Pelops  | 15. Juni 1666 | 18. Mrz. | 5. Nov. 1726 |      | 5920      |